# Hugh Dawnay, VIII visconte Downe
Hugh Richard Dawnay, VIII visconte Downe (20 luglio 1844 – 21 gennaio 1924), è stato un generale irlandese.

## Biografia
Era il secondo figlio di William Dawnay, VII visconte Downe, e di sua moglie, Mary Isabel Bagot, figlia di Richard Bagot, vescovo di Bath e Wells. Studiò a Eton College e al Christ Church.

## Carriera
Combatté nella Guerra anglo-zulu. Fu tenente-colonnello del 10° Ussari (1887-1892). Fu ufficiale di stato maggiore (1899-1900) nella Seconda guerra boera in Sudafrica, dove è stato deputato per accompagnare i militari addetti che rappresentavano le potenze straniere. Nel luglio 1901 è stato promosso al rango temporaneo di generale di brigata. Nel dicembre 1901 venne promosso a maggiore-generale e si ritirò dall'esercito nel 1902.

## Matrimoni

### Primo Matrimonio
Sposò, il 12 luglio 1869, Lady Cecilia Molyneux (1838-26 maggio 1910), figlia di Charles Molyneux, III conte di Sefton. Ebbero cinque figli:
- John Dawnay, IX visconte Downe (23 maggio 1872-1 dicembre 1931);
- Lady Beryl Dawnay (20 ottobre 1873-28 dicembre 1950), sposò Sir Archibald Henry Campbell, non ebbero figli;
- Lady Norah Dawnay (15 ottobre 1874-27 giugno 1947);
- Lord Hugh Dawnay (19 settembre 1875-6 novembre 1914), sposò Lady Susan de la Poer Beresford, ebbero quattro figli;
- Lady Faith Dawnay (25 dicembre 1877-15 Luglio 1952).

### Secondo Matrimonio
Sposò, il 27 luglio 1911, Florence Faith Dening (20 dicembre 1875-23 gennaio 1958), figlia del reverendo Thomas Dening. Non ebbero figli.

## Morte
Nel marzo 1901 Lord Downe venne incaricato da Edoardo VII a partecipare ad una speciale missione diplomatica di annunciare l'ascesa del re ai governi di Belgio, Baviera, Italia, Württemberg e Paesi Bassi.
Era un giocatore di cricket e fu presidente della MCC nel 1872.
Downe è stato creato barone Dawnay, nel Pari del Regno Unito, il 24 luglio 1897 ed in seguito si sedette nella Camera dei lord.
Morì il 21 gennaio 1924.

## Ascendenza
|                                          |                               |                                     | Genitori                              |  |  | Nonni |  |  | Bisnonni                       |  |  | Trisnonni   |  |
|                                          |                               |                                     |                                       |  |  |       |  |  | John Dawnay, IV visconte Downe |  |  | John Dawnay |  |
|                                          |                               |                                     |                                       |  |  |       |  |  | John Dawnay, IV visconte Downe |  |  | John Dawnay |  |
|                                          |                               | Charlotte Louisa Pleydell           |                                       |  |  |       |  |  | John Dawnay, IV visconte Downe |  |  |             |  |
| William Dawnay, VI visconte Downe        |                               |                                     |                                       |  |  |       |  |  | John Dawnay, IV visconte Downe |  |  |             |  |
|                                          |                               | Laura Burton                        | William Burton                        |  |  |       |  |  |                                |  |  |             |  |
|                                          |                               | Laura Burton                        | William Burton                        |  |  |       |  |  |                                |  |  |             |  |
|                                          |                               | Laura Burton                        | …                                     |  |  |       |  |  |                                |  |  |             |  |
| William Dawnay, VII visconte Downe       |                               | Laura Burton                        |                                       |  |  |       |  |  |                                |  |  |             |  |
|                                          |                               | John Heathcote                      | John Heathcote, II baronetto          |  |  |       |  |  |                                |  |  |             |  |
|                                          |                               | John Heathcote                      | John Heathcote, II baronetto          |  |  |       |  |  |                                |  |  |             |  |
|                                          |                               | John Heathcote                      | Bridget White                         |  |  |       |  |  |                                |  |  |             |  |
| Lydia Heathcote                          |                               | John Heathcote                      |                                       |  |  |       |  |  |                                |  |  |             |  |
|                                          |                               | Lydia Moyer                         | Benjamin Moyer                        |  |  |       |  |  |                                |  |  |             |  |
|                                          |                               | Lydia Moyer                         | Benjamin Moyer                        |  |  |       |  |  |                                |  |  |             |  |
|                                          |                               | Lydia Moyer                         | …                                     |  |  |       |  |  |                                |  |  |             |  |
| Hugh Dawnay, VIII visconte Downe         |                               | Lydia Moyer                         |                                       |  |  |       |  |  |                                |  |  |             |  |
|                                          | William Bagot, I barone Bagot | Walter Bagot, V baronetto           |                                       |  |  |       |  |  |                                |  |  |             |  |
|                                          | William Bagot, I barone Bagot | Walter Bagot, V baronetto           |                                       |  |  |       |  |  |                                |  |  |             |  |
|                                          | William Bagot, I barone Bagot | Barbara Legge                       |                                       |  |  |       |  |  |                                |  |  |             |  |
| Richard Bagot, vescovo di Bath and Wells | William Bagot, I barone Bagot |                                     |                                       |  |  |       |  |  |                                |  |  |             |  |
|                                          |                               | Elizabeth Louisa St. John           | John St John, II visconte St John     |  |  |       |  |  |                                |  |  |             |  |
|                                          |                               | Elizabeth Louisa St. John           | John St John, II visconte St John     |  |  |       |  |  |                                |  |  |             |  |
|                                          |                               | Elizabeth Louisa St. John           | Anne Furnese                          |  |  |       |  |  |                                |  |  |             |  |
| Mary Isabel Bagot                        |                               | Elizabeth Louisa St. John           |                                       |  |  |       |  |  |                                |  |  |             |  |
|                                          |                               | George Villiers, IV conte di Jersey | William Villiers, III conte di Jersey |  |  |       |  |  |                                |  |  |             |  |
|                                          |                               | George Villiers, IV conte di Jersey | William Villiers, III conte di Jersey |  |  |       |  |  |                                |  |  |             |  |
|                                          |                               | George Villiers, IV conte di Jersey | Anne Egerton                          |  |  |       |  |  |                                |  |  |             |  |
| Harriet Villiers                         |                               | George Villiers, IV conte di Jersey |                                       |  |  |       |  |  |                                |  |  |             |  |
|                                          |                               | Frances Twysden                     | Philip Twysden, vescovo di Raphoe     |  |  |       |  |  |                                |  |  |             |  |
|                                          |                               | Frances Twysden                     | Philip Twysden, vescovo di Raphoe     |  |  |       |  |  |                                |  |  |             |  |
|                                          |                               | Frances Twysden                     | Frances Carter                        |  |  |       |  |  |                                |  |  |             |  |
|                                          |                               | Frances Twysden                     |                                       |  |  |       |  |  |                                |  |  |             |  |